# 青山壩
青山壩，是臺灣的一座攔河堰，位於臺中市和平區的大甲溪上游，即德基水庫大壩下游約1公里處，為一座混凝土重力壩，主要功能為攔蓄德基水庫發電尾水形成的調整池供下游的青山發電廠發電，而青山發電廠是台灣最大的慣常水力發電廠，也是大甲溪發電廠中最大的水力發電廠。

## 沿革
1952年台灣電力公司完成「大甲溪水力發電計畫」，1956年經濟部「水資源統一規劃委員會」（今經濟部水利署前身）提出「大甲溪流域開發初步規劃報告」。1959年聘請美國哈察顧問工程公司設計。1963年，美國國際開發總署電力調查團來台，主張分別興建「達見」與「下達見」（青山）兩座電廠，並先行建造下達見，故於1963年決定將四千萬美元貸款供下達見水力發電廠與林口火力發電廠。下達見大壩設計及施工悉由台灣電力公司負責，工程顧問則由美國哈察公司擔任。1964年，下達見水力發電工程開工，1970年下達見壩完工，並改稱「青山壩」。
下達見工程含括：
1. 修建沿河施工道路(標高1265公尺上下)及德基電廠進口道路。
2. 大甲壩（後改稱青山壩）。
3. 大甲壩至青山電廠引水壓力隧道，隧道開挖於沿大甲溪北岸太木山山體內。
4. 德基水庫志樂溪攔河壩和德基水庫志樂溪引水隧道開挖。

## 設施
青山壩由美國哈察公司（HARZA Engineering Company Chicago ,Illinois U.S.A.）設計，壩高45公尺，壩長約100公尺，壩頂裝設弧型閘門3座，水庫有效容量約41萬立方公尺。

## 受損與復建
921大地震造成青山電廠受損，而2004年7月2日敏督利颱風引發的七二水災，暴漲的大甲溪溪水灌入廠房，造成青山電廠地下廠房淹水，水輪發電機、主變壓器、控制室及開關場等設備亦遭泡水損壞。2005年龍王颱風再度受到重創，致使無法運轉發電。青山電廠復建期間停止發電，直到2014年為止青山壩閘門全開，並無蓄水。2015年5月，青山分廠開始試運轉發電。

## 圖集

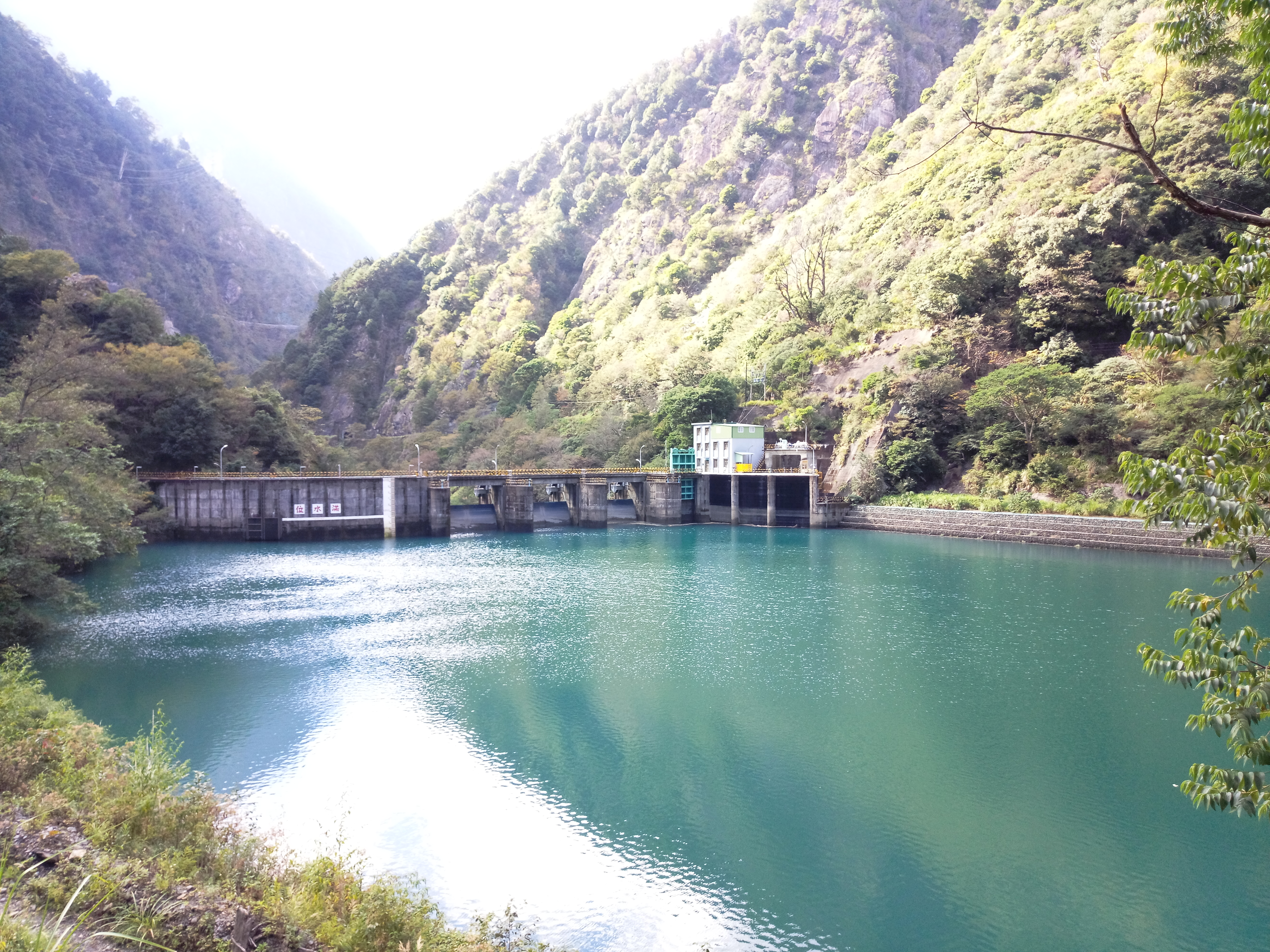
青山調整池蓄水區。
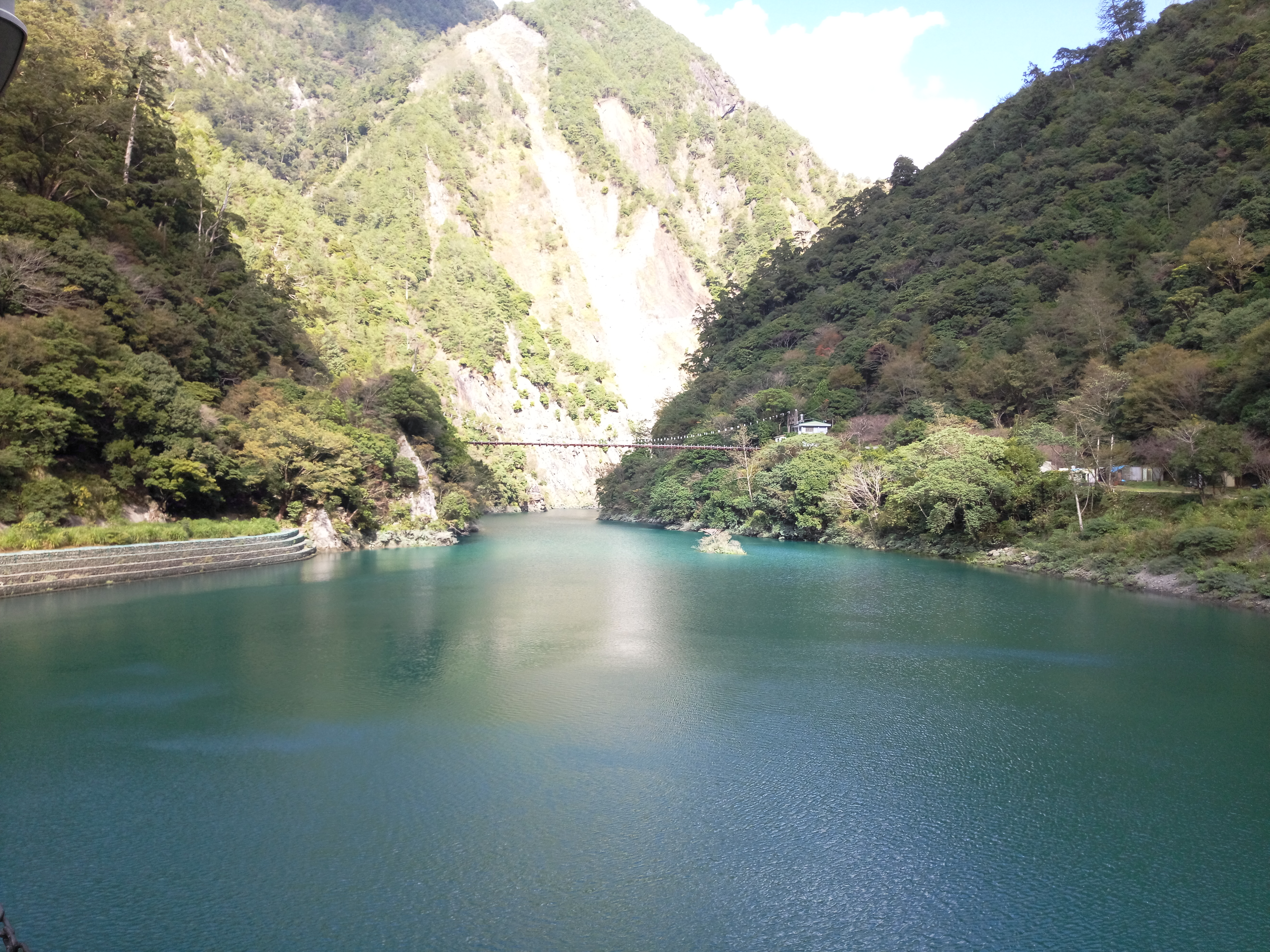
青山壩壩頂望向庫容區。
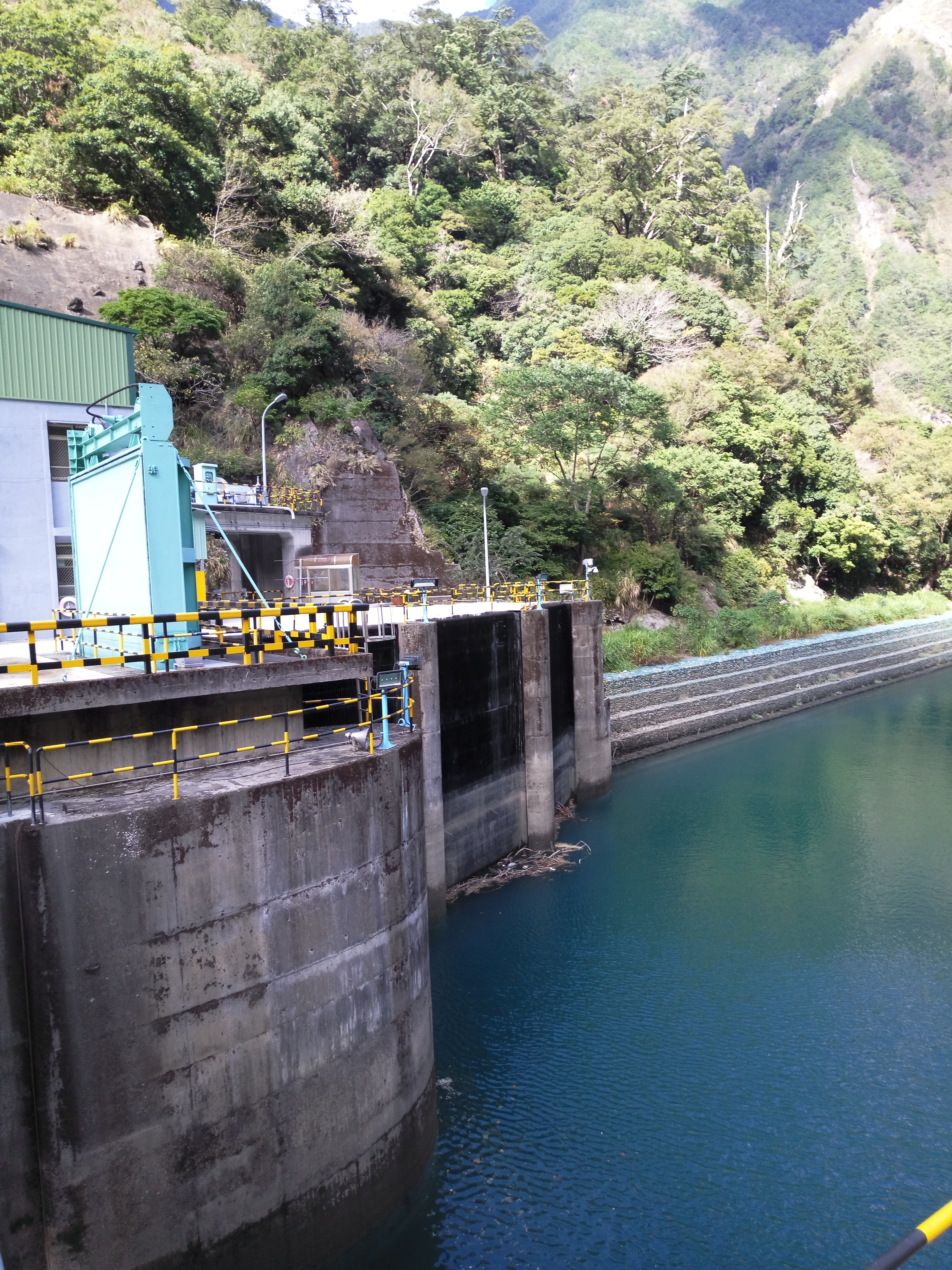
大甲溪發電廠青山分廠進水口。

## 外部連結
- （繁體中文）大甲溪發電廠 （页面存档备份，存于）